# Самарка (Рубцовський район)
Сама́рка (рос. Самарка) — село у складі Рубцовського району Алтайського краю, Росія. Адміністративний центр Самарської сільської ради.

## Населення
Населення — 905 осіб (2010; 923 у 2002).
Національний склад (станом на 2002 рік):
- росіяни — 95 %